# Metodio Marković
Metodio Marković, en serbio:Методије Марковић, Metodije Marković; (Čačak, entonces SFRJ hoy Serbia, 7 de enero de 1970) es el archimandrita, higúmeno de Monasterio de Hilandar de la Patriarca de Constantinopla, desde el 18 de abril de 2010. ano hasta hoy.

## Biografía
Nació el día de Navidad de 1970. de padre Momcilo y madre Milka. En su bautismo, fue nombrado Vladimir. Después de graduarse de la escuela secundaria y cumplir su servicio militar, de Čačak, donde su vida espiritual estuvo especialmente influenciada por el P. Sava, del monasterio de la Santa Ascensión, fue a estudiar a Belgrado. Estudió en la Facultad de Ingeniería Eléctrica y asistió a la escuela misionera de la iglesia de St. Alexander Nevsky con su tío Ljubodrag Petrovic. Vladimir, que pertenecía a la generación de jóvenes serbios que fueron despertados por la voz tranquila del Espíritu Santo por el amor anhelante por Dios, se preparó durante mucho tiempo y en 1994. finalmente fue al aula más antigua de Serbia, el Santo Monasterio de Hilandar.
En el esquema monástico, bajo el nombre de Metodio, fue cortado por el abad de Hilandar Moisés. Un prominente anciano y clérigo de Hilandar, Agathon, fue su líder espiritual a largo plazo.
Fue ordenado al rango de hieromonje en 1997. Durante diez años obedeció el epítropo del monasterio, y en los últimos años, por decisión del beato abad Moisés, también fue su suplente. Es clérigo desde 1999, y en los últimos siete años ha aceptado la guía espiritual de los hermanos menores, la mayoría de los cuales trajo a los votos monásticos.
Es el presidente de la junta directiva de la Fundación del Santo Monasterio de Hilandar, una institución que el monasterio fundó en 2003. en Serbia con el propósito de realizar obras de caridad y cuidar el patrimonio de Hilandar. Después del devastador incendio que envolvió la mitad de Hilandar en 2004, a hieromonk Metodio se le encomendó la tarea de liderar el esfuerzo de su restauración.
Tras la muerte del abad del monasterio de Hilandar, Moisés Žarković, la fraternidad lo eligió como nuevo abad el 18 de abril de 2010. Una de las condiciones para la elección al cargo de abad según el Reglamento Interno del monasterio es que el monje tenga al menos 40 años; Metodio tenía 40 años, 3 meses y 11 días cuando fue elegido abad y desempeñó el cargo de abad adjunto. Al ser elegido abad, también recibió el rango de archimandrita.